# Jean-Louis Jorge
Jean-Louis Jorge ( Santiago de los Caballeros, República Dominicana, 1947 – ibídem, 13 de marzo de 2000)  fue un director y guionista de cine y director y productor de televisión. 

## Actividad profesional
Nació en una familia tradicional santiaguera y su padre Salomón Jorge era un médico cardiólogo.  Estudió arquitectura naval en Estados Unidos pero antes de finalizar esa carrera la dejó para inscribirse en la Universidad de California, Los Ángeles y obtener un Máster de Bellas Artes en Producción y Dirección Cinematográfica. Comenzó su producción fílmica con varios cortometrajes, el primero de los cuales titulado Oh, my crazy aunts! fue galardonado con una mención especial en el Festival de Cortometrajes de Atlanta , Georgia. 
En 1973 realizó en Estados Unidos como director, productor y guionista el largometraje, hablado en francés, La serpiente de la luna de los piratas una película dedicada a la actriz Greta Garbo cuyo título proviene de un poeta argentino, que fue galardonada con el Gran Premio Cinéma d´Aujourd´hui en el Festival de Cine Joven de Toulon. Se trata de una versión 
irreverente de Belle de jour (Luis Buñuel, 1967) en la que sigue durante cinco días a su personaje, una bailarina neurótica cuya ida oscila entre su hogar del día y su trabajo en un cabaré de noche. En 1976, cuando ya residía en Francia, dirigió Mélodrame, filme seleccionado para la Semana de la Crítica en Cannes 1976, cuyo personaje es un actor narcisista y bisexual. La película sirvió al director para retomar el tema de la colisión entre la fantasía y la imaginación. En Francia dirigió también la puesta en escena de la obra teatral Maggie, en la que además representó el papel de Arthur Miller. Más adelante dirigió el cortometraje Afrodita,que fue exhibido en la Bienal de Santo Domingo de ese mismo año. Cuando retornó a su país trabajó en teatro y como productor en televisión.
Murió el 13 de marzo de 2000 al ser asesinado en su vivienda sin que se hayan esclarecido las circunstancias y la identidad del autor. En 2019 fue estrenada la película La fiera y la fiesta dirigida por Laura Amelia Guzmán e Israel Cárdenas que rinde homenaje a su·.

## Valoración
Jean-Louis Jorge era poseedor de “un talento excepcional, refinado y extravagante cuya predilección por lo kitsch y trasgresor lo ubican, visto desde una perspectiva contemporánea, como un antecedente del cine de Almodóvar. Su explosiva mezcla de pasión caribeña, glamour a lo Hollywood y noción histriónica de la escuela francesa se plasmó en una obra que combina lo anecdótico con lo surreal. Adelantado a su época, sus insólitas realizaciones han adquirido status de cine de culto… es uno de los autores más reverenciados en su país, dueño de una visión insólita y temeraria donde se conjugan  temperamento latino y vocación universal.”
Quien fuera su asistente Gabriel D. Mena dijo que “nadie como Jean-Louis supo explorar, presentar y dar testimonio de este sustrato kitsch del buen dominicano. …Su alma siempre fue muy creativa, díscola, apasionada más por las imágenes que por las palabras, más por el blanco y negro que por los juegos de luces, más concentrado en el gesto de un Valentino que por los saltos de cualquier Zorro”.

## Filmografía
Director
- Cuando un amor se va  (1998)
- Mélodrame  (1976)
- La serpiente de la luna de los piratas  (1973)
- Oh, My Crazy Aunts! (1969, cortometraje)

Productor
- La serpiente de la luna de los piratas  (1973)

Guionista
- Mélodrame  (1976)
- La serpiente de la luna de los piratas  (1973)

Editor
- Mélodrame  (1976)

Dedicatoria y aparición con material de archivo
- La fiera y la fiesta  (2019)

## Televisión
Productor
- Sabadazo con El Pachá (1998, serie)
- Noche, no te vayas (1995, serie)
- Ritmo del Sábado (1992, serie)   (TV Series)
- Sábado de Corporán (1988, serie)
- Yo soy Vickiana (1985, programa especial)
- Cecilia en Facetas (1985, serie)

Director
- Sábado de Corporán (1988, serie)
- Yo soy Vickiana (1985, programa especial)